# Junkers W 33
El Junkers W 33 era un avión de transporte monomotor alemán. Era aerodinámica y estructuralmente avanzado para su época (1920), un monoplano en voladizo de ala baja, limpio y totalmente metálico. Se produjeron casi 200 unidades. Se recuerda en la historia de la aviación por realizar la primera travesía del Atlántico de este a oeste sin escalas.

## Diseño y desarrollo
El Junkers W 33 fue un desarrollo de transporte del avión de cuatro plazas de 1919, el Junkers F 13.  Este último era un avión muy avanzado cuando se construyó, un monoplano aerodinámicamente limpio, totalmente metálico y con alas en voladizo (sin refuerzos externos). Incluso más tarde, en la década de 1920, este y otros tipos de Junkers eran inusuales como monoplanos sin tensores en una era de biplanos, con solo los diseños de Fokker de modernidad comparable. Como todos los diseños de Junkers desde el caza J 7 en adelante, utilizó una estructura de aleación de aluminio recubierta con el característico revestimiento de láminas de duraluminio corrugado de los aviones Junkers. Las alas tenían la misma envergadura que el F 13, aunque la plataforma era un poco diferente, y siendo la longitud la misma que la del F 13FE. El fuselaje, sin embargo, era más plano que el del F 13, donde, una gran puerta lateral daba acceso al compartimiento de carga. El motor lineal refrigerado por agua Junkers L5 de 228 kW era también el mismo que el del F 13fe, mucho más potente que los motores BMW IIIa de 136 Kw del F 13a, lo que mejoraba su capacidad de carga en comparación con el modelo anterior. El diseñador del W 33 fue Herman Pohlmann.
La cabina y el tren de aterrizaje eran los habituales en su época: una carlinga cerrada con dos asientos, y ruedas fijas bajo las alas y una rueda doble de cola. La letraW' de los Junkers era asignada a los hidroaviones, pero en la práctica el W 33 podía equiparse indistintamente para descender sobre el agua o sobre una pista. El prototipo W 33, con matrícula "D-921", voló por primera vez, como hidroavión, desde Leopoldshafen en el río Elba, cerca de Dessau, el 17 de junio de 1926.
La producción comenzó en 1927 y duró hasta 1934, con 198 unidades producidas. La mayoría se construyeron en la fábrica de Junkers de Dessau, pero un pequeño número se montaron en la filial sueca de Junker AB Flygindustri en Limhamn, así como en la URSS en la factoría GAZ 7 en Fili, Moscú. La fábrica sueca se creó a principios de los años veinte del siglo XX con el fin de evitar las restricciones de la posguerra sobre la construcción de aviones, que incluían los de tipo civil durante los años 1921 y 1922. Las factorías rusas en Fili, cerca de Moscú, se utilizaron inicialmente para construir los cazas H 21 y H 22 para las VVS. Hubo más de 30 variantes del W 33, por lo que solo se enumeran más adelante algunas de ellas.

## Historia operacional

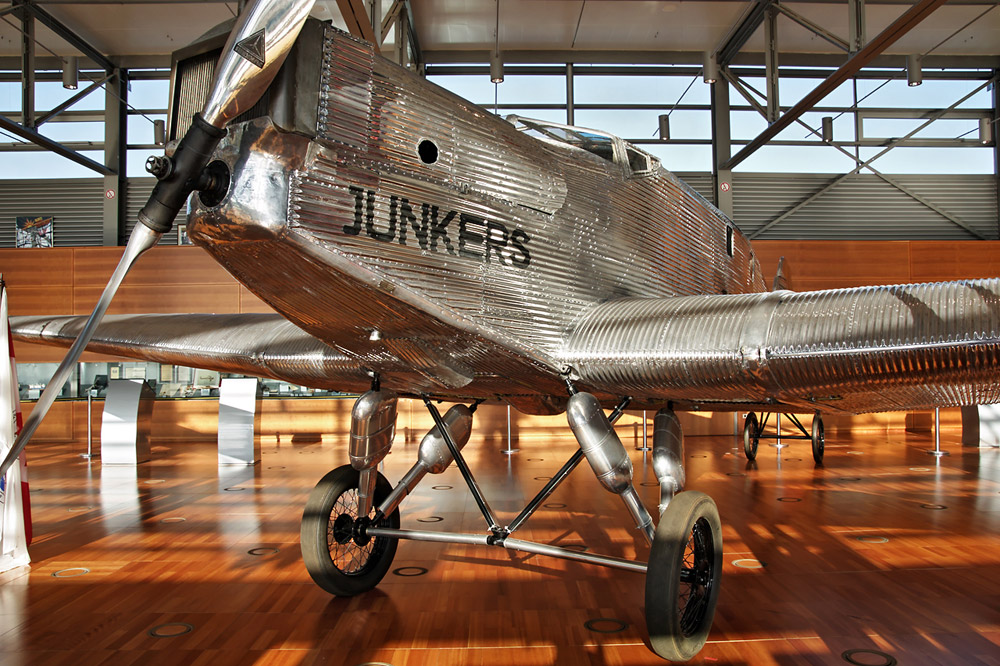
El Transatlantic W 33 en exhibición en el aeropuerto de Bremen

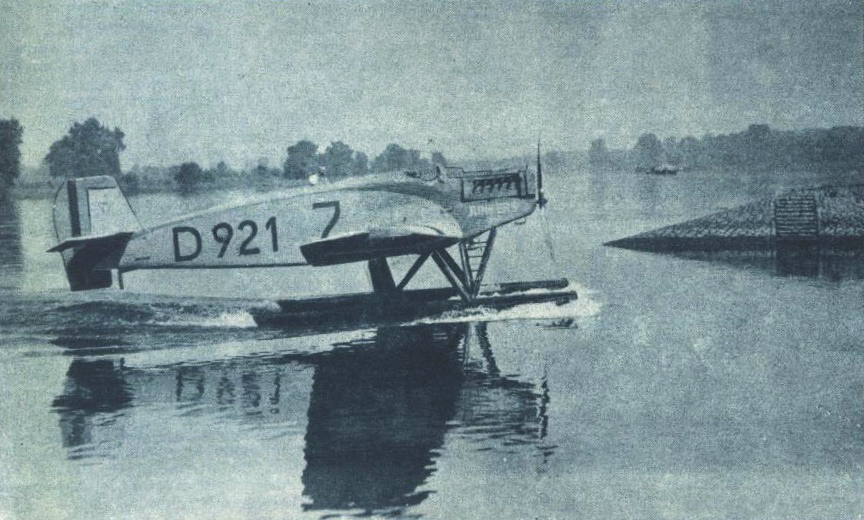
Junkers W 33 primer prototipo D-921 en la competición Deutschen Seeflug, julio de 1926

Los dos primeros prototipos del W33 compitieron muy poco después de sus primeros vuelos en el concurso de hidroaviones "Deutschen Seeflug" en Warnemünde en julio de 1926. El primer prototipo W 33, D-921, voló como número 7 y quedó segundo en el concurso. El segundo prototipo, un W 33a, voló como número 8.
El W 33 fue utilizada por muchos operadores de todo el mundo a finales de los años 1920 y 1930. Servía como medio de transporte general y como avión de correo especializado. Lufthansa tenía solo cuatro aparatos, utilizados para transportar el correo desde 1929. Otros se usaron como aviones de reconocimiento y fumigadores de cultivos. Más tarde, la Luftwaffe utilizó algunas unidades como aparatos de entrenamiento.
La Fuerza Aérea Colombiana usó Junkers W 33, W 34 y K 43 en la Guerra colombo-peruana (1932-1933). La Fuerza Aérea Etíope dispuso de un W 33c durante la Segunda guerra italo-etíope.
Un Junkers W 33g fue utilizado por la Fuerza Aérea sueca de 1933 a 1935 como ambulancia aérea, designado como transporte Trp2. Es posible que esta aeronave fuera montada en Linhamm, al igual que cuatro W 33 con destino a Australia. Después de la Segunda Guerra Mundial, esta aeronave sirvió como avión de apoyo en el escuadrón F2 de la Fuerza Aérea Sueca que volaba desde Hägernäs. Desde allí, en junio de 1952, participó en las operaciones de búsqueda y rescate durante el famoso Incidente Catalina, en el que dos MiG-15 soviéticos atacaron y derribaron un avión de inteligencia electrónica sueco (un Douglas C-47) y más tarde, al avión SAR, un Consolidated PBY Catalina que buscaba posibles supervivientes.
Los 17 W 33 matriculados en Rusia, en su mayoría ensamblados en la factoría Junkers en Fili (Moscu)a partir de piezas importadas, fueron designadas PS-4 para Passazhirskii Samolyot (avión de pasajeros o avión de aerolíneas). Al menos nueve W 33 de construcción rusa aparecieron en el inventario civil de preguerra de este país.

### Distinciones aeronáuticas
El Junkers W 33 estableció numerosos récords, y uno de ellos hizo la primera travesía aeronáutica del Atlántico de este a oeste. El Atlántico Norte había sido cruzado por primera vez, sin escalas y por una nave más pesada que el aire, por Alcock y Brown en 1919 en un Vickers Vimy. Volaron de oeste a este, con los vientos predominantes desde St. John's, Newfoundland, hasta Clifden, Irlanda, en poco menos de 16 horas. El vuelo de este a oeste siempre fue más difícil, pero se hizo factible a medida que el rendimiento de las aeronaves mejoró a lo largo de la década de 1920. Casi nueve años después de que el avión rígido británico R34 hubiera sido pionero en la hazaña de un vuelo transatlántico este-oeste sin escalas; el 12 y 13 de abril de 1928, el W 33 Bremen (D-1167 Bremen) voló desde Baldonnel cerca de Dublín, a Greenly Island , Canadá, frente a Labrador, en un plazo de 37 horas. Los fuertes vientos del oeste los llevaron al norte de su destino previsto, Nueva York, pero aterrizaron a salvo. La tripulación estaba formada por Köhl, von Hünefeld y Fitzmaurice. El avión se exhibe en el Aeropuerto de Bremen, Alemania.
El W 33 batió récords mundiales de resistencia de 52 h 22 m y de distancia (4661 km o 2896 mi) en un vuelo en Dessau entre el 3 y el 5 de agosto de 1927, pilotado por Johann Risztics y Edzard. Un poco antes, Fritz Loose y W.N. Schnabele habían establecido otro récord de duración y distancia en la clase C, esta vez con una carga útil de 500 kg. Permanecieron en el aire durante 22 h 11 min y recorrieron 2736 km (1701 mi). Aproximadamente al mismo tiempo, el W33 estableció un par de récords similares en la Clase Cbis (hidroaviones).
También hubo fracasos. El primer W 33 ensamblado en Suiza estaba listo en mayo de 1930, y fue entregado dos meses después a Mitsubishi en Japón. Esta aeronave fue utilizada en un intento en 1932 para cruzar el Océano Pacífico hacia los Estados Unidos, pero el intento falló y la aeronave desapareció. No se encontraron restos del avión ni supervivientes, aunque la búsqueda duró más de seis meses.

## Accidentes e incidentes
- 15 de mayo de 1932 - D-1925 Atlantis pilotado por Hans Bertram y Adolph Klausman aterrizó en la Costa de Kimberly (Western Australia), mientras intentaba volar de Kupang a Darwin debido a un error de navegación. La tripulación no se rescató hasta junio de 1932.[10]
- 29 de octubre de 1932 - El D-2017 Marmara de Lufthansa realizaba un vuelo de carga de Croydon a Colonia cuando se estrelló en la costa de Kent.[11]

## Variantes
Junkers W 33-b.-c,-dd y -f propulsados por un motor en línea de 310 hp Junkers L5 refrigerado por agua.
Junkers W 33-c3e y - he accionado por un motor en línea refrigerado por agua de 340 hp Junkers L5G.
Junkers W 33-dGao propulsado por un motor radial de 540 caballos Siemens Sh 20.
Junkers W 34Una versión de 6 pasajeros de la W 33 propulsada por una variedad de motor radial. Utilizado por muchas compañías aéreas, entre ellas Luft Hansa y por la Luftwaffe, principalmente como entrenador, pero también para las comunicaciones y el transporte hasta el final de la Segunda Guerra Mundial.
Junkers K43Versión sueca de bombardeo y reconocimiento del W 34, equipada con aberturas para ametralladoras en el techo y suelo de la cabina.
PS-3La mayoría de los W 33 registradas en Rusia tenían esta designación.
PS-4La W 33 construido en la Unión Soviética llevaba esta denominación.
Trp2Designación de la Fuerza Aérea Sueca

## Operadores

### Operadores civiles
- Syndicato Condor[3]

- Canadian Airways[13]

 Alemania
- Deutsche Luft Hansa AG[3]

Uno en el registro civil W.33d, "Súlan" (The Gannet)
 JapónDos en el registro civil.
 SueciaTres en el registro civil.
 Unión Soviética
Designación soviética PS-4
- Deruluft[5]
- Dobrolyot[5]

### Operadores militares
- Fuerza Aérea Argentina

 Colombia
- Fuerza Aérea Colombiana[3]

- Fuerza Aérea Etíope

- Luftwaffe[12]

- Fuerza Aérea Imperial Iraní

- Fuerza Aérea del Ejército Popular Mongol  operó un avión.

 Suecia
- Fuerza Aérea Sueca[12]

 Unión Soviética
- Fuerza Aérea Soviética[5]

## Especificaciones
Referencia datos: Turner

### Características generales
- Tripulación: 2-3
- Capacidad: volumen de bodega de carga 15.7 m³ , (169.4 pies cúbicos): podría transportar 830 kg (1830 lb) de carga
- Longitud: 10.50 m (34 pies 5.5 pulg.)
- Envergadura: 17,75 m (58 pies 2,75 in)
- Altura: 3.53 m (11 pies 7 pulg.)
- Superficie alar: 43.0 m² (462.8 pies²)
- Peso vacío: 1220 kg (2689 lb)
- Peso máximo al despegue: 2500 kg (5511 lb)
- Planta motriz: 1 motor en línea Junkers L 5 , 228 kW (310 CV)×  . cada uno.

### Rendimiento
- Velocidad nunca excedida (Vne):  180 km/h (120 mph)
- Velocidad máxima operativa (Vno): 150 km/h (93 mph)
- Alcance: 1000 km (620 mi)
- Techo de vuelo: 4300 m (14 100).